# James Hanratty
James Hanratty (* 4. Oktober 1936 in Bromley; † 4. April 1962 in Bedford) war eine der letzten Personen, die in Großbritannien hingerichtet wurden. Hanratty war des Mordes an Michael Gregsten und der Vergewaltigung von Valerie Storie angeklagt und wurde trotz widersprüchlicher Zeugenaussagen zum Tode durch den Strang verurteilt. Sein Fall führte zu einer breiten Diskussion über die Todesstrafe in der britischen Öffentlichkeit und galt lange Zeit als Justizirrtum. Eine 2002 durchgeführte DNA-Analyse bestätigte mit relativ hoher Wahrscheinlichkeit seine Schuld. Obwohl der Court of Appeal of England and Wales im Mai des Jahres 2002 entschied, dass Hanrattys Schuld ohne jeden Zweifel bestätigt sei, gilt seine Hinrichtung nach wie vor als eine der umstrittensten Entscheidungen der britischen Justiz.

## Das Verbrechen
In der Nacht vom 22. auf den 23. August 1961 wurden der 36-jährige Michael Gregsten und seine Freundin Valerie Storie in ihrem Auto entführt. Ein bewaffneter Mann zwang sie zu einer Fahrt zum Deadman’s Hill in der Nähe der Fernstraße A6. Dort erschoss er Gregsten und vergewaltigte Storie. Anschließend versuchte der Täter, auch sie mit fünf Schüssen zu töten. Storie überlebte den Angriff jedoch und wurde am nächsten Morgen bei einer Verkehrszählung entdeckt. Sie blieb nach dem Vorfall von der Hüfte ab gelähmt.

## Die Suche nach dem Täter
Der Mörder war in Gregstens Morris Minor entkommen. Das Fahrzeug wurde am nächsten Tag verlassen aufgefunden. Kurze Zeit danach tauchte auch die Mordwaffe auf, die unter den Sitzen eines Reisebusses versteckt war. Über zwei passende Patronen, die kurz darauf in einem Hotelzimmer gefunden wurden, gerieten zwei Personen, die während der fraglichen Zeit dort übernachtet hatten, in den Verdacht, der A6-Mörder zu sein. Sowohl James Hanratty als auch der zweite Verdächtige, Peter Louis Alphon, waren vorbestraft. Alphon wurde jedoch bald von dem Verdacht freigesprochen, der Mörder zu sein. Diese Entscheidung wurde später wiederholt in Frage gestellt, da Alphon über keinerlei Alibi verfügte. Nachdem Hanratty zum Verdächtigen erklärt worden war, meldete er sich telefonisch bei der Polizei und betonte gegenüber den ermittelnden Inspektoren seine Unschuld. Nach seiner Verhaftung am 11. Oktober 1961 in Blackpool wurde er Valerie Storie gegenübergestellt, die ihn erst beim zweiten Durchgang als Täter identifizierte, nachdem Hanratty einige Worte sprechen musste. Dass Storie den Täter nur während der Vergewaltigung für den Bruchteil einer Sekunde im Scheinwerferlicht eines entgegenkommenden Autos gesehen hatte und der Umstand, dass Hanrattys Stimme über keinen besonderen Tonfall verfügte, hinterließen stets Zweifel an der Aussage der Hauptbelastungszeugin.

## Das Verfahren
Der Prozess gegen Hanratty begann am 22. Januar 1962 in der Shire Hall in Bedford und endete nach 21 Verhandlungstagen am 17. Februar. Damit war er der bisher längste Mordprozess im Vereinigten Königreich. Die Umstände der Tat führten zu einem enormen Interesse der Medien. Mitinsassen Hanrattys wurden von der Yellow Press größere Geldbeträge für Berichte über den Angeklagten geboten. So wurde der Häftling William Roy Langdale von der Anklage als Zeuge gegen Hanratty aufgerufen, der Langdale gegenüber angeblich den Mord gestanden hatte. Nach Aussagen zweier Gefängniswärter wurde Langdale jedoch als Lügner enttarnt, der niemals zuvor Kontakt zu Hanratty gehabt hatte. Die Verteidigung konnte schließlich eine Grace Jones aus Rhyl (Denbighshire) ausfindig machen, die aussagte, dass sich Hanratty in der fraglichen Zeit in ihrer Pension aufgehalten habe, also über 300 km entfernt vom Tatort.
Die Geschworenen sprachen Hanratty nach einer elfstündigen Beratung trotz der umstrittenen Beweislage schuldig des Mordes an Michael Gregsten. Richter Gorman verkündete anschließend das Urteil: Tod durch Hängen.
Das Urteil führte zu starkem Protest vonseiten der Gegner der Todesstrafe und mehr als 90.000 Menschen unterschrieben eine Petition für die Begnadigung Hanrattys. Trotz der zahllosen Gnadengesuche lehnte der britische Innenminister Richard Austen Butler es am 9. März 1962 ab, sich für die Begnadigung Hanrattys bei der Königin einzusetzen. Hanratty betonte bis zuletzt seine Unschuld. Am Vorabend seiner Hinrichtung äußerte er gegenüber seinen Familienangehörigen:

“I’m dying tomorrow but I’m innocent. Clear my name.”

„Ich werde morgen sterben, aber ich bin unschuldig. Wascht meinen Namen rein.“

Am 4. April 1962 wurde James Hanratty im Gefängnis von Bedford hingerichtet.

## Nachgeschichte
Am 22. März 2001 wurden Hanrattys sterbliche Überreste exhumiert, um ihnen eine Probe für einen DNA-Vergleich zu entnehmen. Das Ergebnis der Untersuchung bestätigte mit einer Wahrscheinlichkeit von 2,5 Millionen zu 1, dass die in Valerie Stories Unterwäsche gefundene DNA von Hanratty stammte. Daraufhin entschied der Court of Criminal Appeal am 10. Mai 2002, dass keinerlei Grundlage für eine nachträgliche Begnadigung Hanrattys existiere. Dessen Familie betonte jedoch, dass diese DNA-Analyse keinen Beweis für seine Schuld darstelle, da während des Prozesses Kleidungsgegenstände von Hanratty und Valerie Storie in derselben Kiste transportiert wurden. Jedoch wurde an den Kleidungsstücken keine DNA einer dritten Person gefunden. Eine erneute Untersuchung des Falls ist aufgrund dieser Untersuchungsergebnisse derzeit unwahrscheinlich.